# Nationaal Songfestival 2001
Het Nationaal Songfestival in 2001 werd gehouden in Ahoy, Rotterdam op zaterdag 3 maart en werd gepresenteerd door Paul de Leeuw. Er waren gastoptredens van Brotherhood of Man, de Herreys en Getty Kaspers van de groep Teach-In. Deze artiesten hadden gemeen dat ze op het Eurovisiesongfestival ooit als eerste optraden en wonnen. Dit jaar zou Nederland op het songfestival in Kopenhagen ook als eerste aantreden; dit was eerder al door loting bepaald.
Hoewel velen verwachtten dat het up-tempo-nummer van Ebonique zou gaan winnen, overtuigde Michelle uit Wijk bij Duurstede zowel jury als het televotende thuispubliek met het zeer rustige en intimistische Out on my own, dat zij samen met haar twee achtergrondzangeressen op blote voeten, en gedeeltelijk in kleermakerszit, zong. Ébonique werd tweede, Montezuma's Revenge zong zich a capella naar de derde plaats.

## Uitslag
| Positie | Uitvoerende(n)      | Liedtitel                 | Punten |
| ------- | ------------------- | ------------------------- | ------ |
| 1       | Michelle            | Out on my own             | 84     |
| 2       | Ebonique            | So much love              | 54     |
| 3       | Montezuma's Revenge | Danielle... la plus belle | 36     |
| 4       | Bart Brandjes       | Count me out              | 34     |
| 5       | Friday Night Fever  | Love will rule the world  | 33     |
| 6       | Céline & René       | Simply in love            | 32     |
| 7       | Paul de Graaf       | Laat je zien              | 31     |
| 8       | Sven                | Fool for you              | 10     |

| Lied                      | Artiestenjury | Auteursjury | Muziekindustriejury | Televoting | Totaal |
| ------------------------- | ------------- | ----------- | ------------------- | ---------- | ------ |
| Love Will Rule the World  | 5             | 3           | 0                   | 2          | 10     |
| Simply In Love            | 1             | 2           | 3                   | 3          | 9      |
| Count Me Out              | 7             | 7           | 5                   | 15         | 34     |
| Laat je zien              | 2             | 0           | 1                   | 5          | 8      |
| So Much Love              | 10            | 12          | 7                   | 25         | 54     |
| Danielle... la plus belle | 3             | 5           | 10                  | 18         | 36     |
| Out On My Own             | 12            | 10          | 12                  | 50         | 84     |
| Fool for You              | 0             | 1           | 2                   | 2          | 5      |

Michelle werd op het songfestival in Kopenhagen 18e op 23 deelnemers, met een totaal van 16 punten.
1956 · 1957 · 1958 · 1959 · 1960 · 1961 · 1962 · 1963 · 1964 · 1965 · 1966 · 1967 · 1968 · 1969 · 1970 · 1971 · 1972 · 1973 · 1974 · 1975 · 1976 · 1977 · 1978 · 1979 · 1980 · 1981 · 1982 · 1983 · 1984 · 1986 · 1987 · 1988 · 1989 · 1990 · 1992 · 1993 · 1994 · 1996 · 1997 · 1998 · 1999 · 2000 · 2001 · 2003 · 2004 · 2005 · 2006 · 2007 · 2008 · 2009 · 2010 · 2011 · 2012